# Rupert Ursin
Rupert Ursin (* 26. Januar 1973 in Salzburg) ist ein österreichischer Physiker. Er war Vizedirektor sowie bis ins Jahr 2022 Forschungsgruppenleiter am Institut für Quantenoptik und Quanteninformation der Österreichischen Akademie der Wissenschaften. Er ist Gründer und CEO der österreichischen Quantentechnologieunternehmen Quantum Technology Laboratories (qtlabs) und Quantum Industries.

## Leben
Während des 1993 begonnenen Studiums der Experimentalphysik hatte Ursin mehrere wissenschaftliche Forschungsstellen inne, u. a. beim CERN. 2001 legte er seine Magisterarbeit vor. Im Dezember 2006 schloss er an der Universität Wien seine Dissertation mit dem Titel „Quantenteleportation über lange Distanzen“ ab. Nach einer Stelle als Univ. Ass. an der Fakultät für Physik der Universität Wien war er von 2009 bis 2022 Forschungsgruppenleiter am IQOQI, wo er ab 2011 auch Vizedirektor war. Im Jahr 2017 gründete er mit Thomas Scheidl das Quantentechnologieunternehmen qtlabs, in dem er seit 2022 CEO ist. Später gründete er mit Felix Tiefenbacher das in der Quantenkryptographie tätige Unternehmen Quantum Industries, in welchem er ebenfalls CEO ist.

## Wirken
Im Jahr 2004 gelang Rupert Ursin zusammen mit einigen Kollegen vom Institut für Experimentalphysik an der Universität Wien erstmals außerhalb des Labors die Quantenteleportation eines Photons. Sie überbrückten dabei eine Strecke von 600 m über die Donau.
2007 gelang ihm die Verteilung von verschränkten Photonen zwischen den Kanarischen Inseln La Palma und Teneriffa über eine Distanz von 144 km in Zusammenarbeit mit der Europäischen Weltraumorganisation ESA. Weitere Partner waren die Universitäten von München, Bristol und Padua.
Im Jahr 2016 testete Ursins Gruppe Verschränkung in beschleunigten Bezugssystemen und 2021 während eines  Parabelfluges.
Die Experimente verwendeten eine beschleunigte Quelle verschränkter Photonen und zeigten, dass die erzeugte Verschränkung im getesteten Bereich von {\displaystyle 10^{-6}-30} mal der Normfallbeschleunigung unabhängig von der Beschleunigung ist.

## Auszeichnungen
- 2009: Christian-Doppler-Preis[6]